# Église Saint-Antoine-de-Rochefort de La Ferté-Bernard
L'église Saint-Antoine-de-Rochefort est située à La Ferté-Bernard. Elle est inscrite au titre des monuments historiques depuis 1986.

## Localisation
L'église est située sur l’ancienne commune de Saint-Antoine-de-Rochefort, désormais faubourg de La Ferté-Bernard.

## Histoire
L'église aurait été fondée par Jean Croupet (1366-1380). Devenue église paroissiale en 1527, elle subit des dégâts au cours du siège de 1590.
L’architecte Gabriel Viet y fait construire la chapelle Sainte-Anne en 1610.
L'église a été restaurée au XIXe siècle.

## Vitraux
Les huit verrières du XIXe siècle sont dues au peintre verrier E. Fouquet de Paris.
L'un des vitraux représente la vie de saint Antoine qui donne son nom au bourg au XIVe siècle, alors connu sous le nom de Rochefort.